# Salbutamol
« Ventolin » redirige ici. Pour les autres significations, voir Ventolin (homonymie).
 (octobre 2016).
Si vous disposez d'ouvrages ou d'articles de référence ou si vous connaissez des sites web de qualité traitant du thème abordé ici, merci de compléter l'article en donnant les références utiles à sa vérifiabilité et en les liant à la section « Notes et références ».

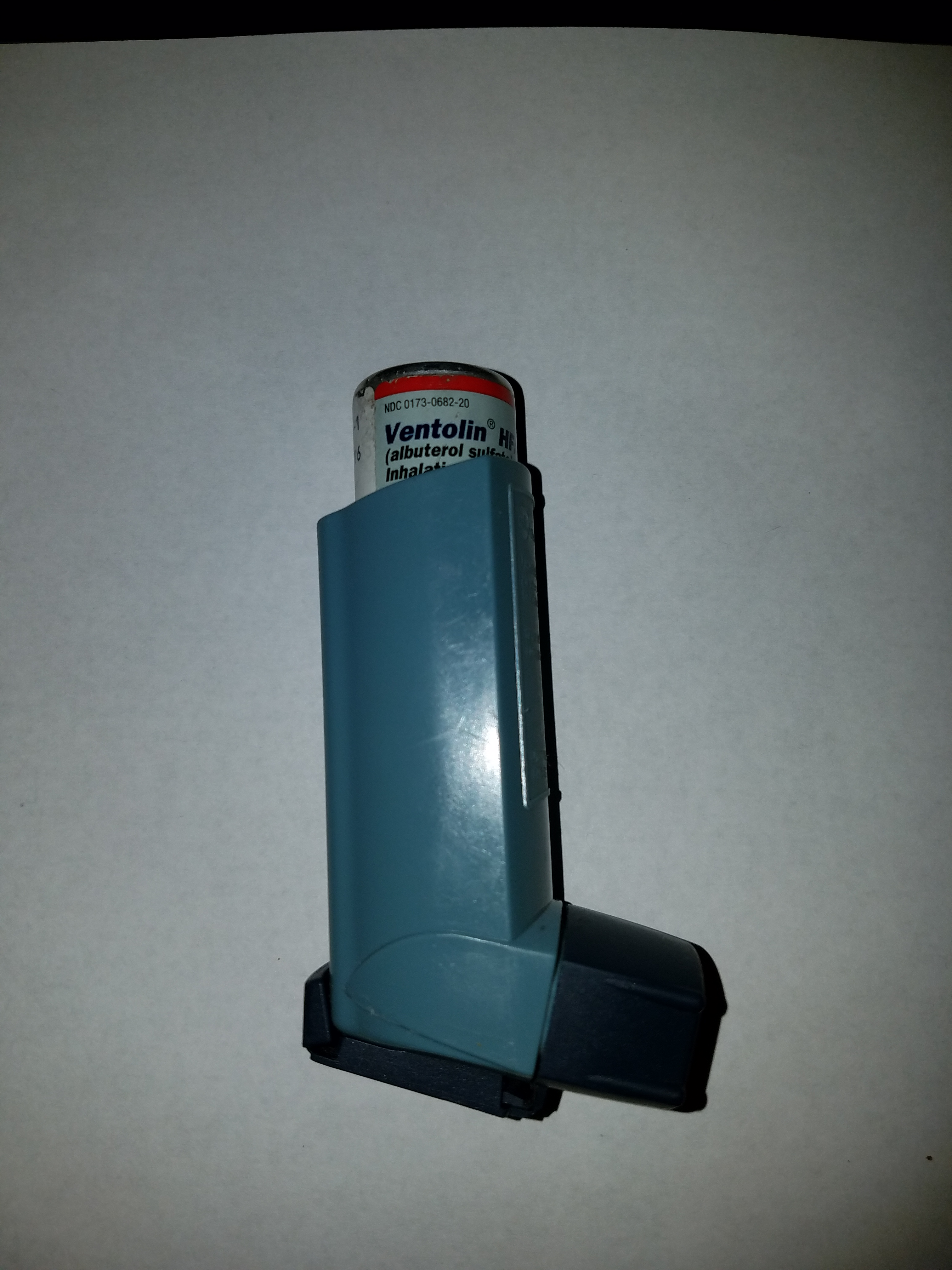
Inhalateur de Ventoline (salbutamol)

Le salbutamol (DCI) est un agoniste des récepteurs β2-adrénergiques donc bronchodilatateur à courte durée d'action utilisé dans le soulagement des bronchospasmes dans des états tels que l'asthme et les broncho-pneumopathies chroniques obstructives. Albuterol est la dénomination non commerciale utilisée aux États-Unis . Ses noms commerciaux sont Ventoline  et Salbumol Ces dénominations commerciales appartiennent toutes  les deux au laboratoire GlaxoSmithKline. Salbumol ne désigne que des préparations injectables.

Le sulfate de salbutamol est en général administré sous forme d'inhalations pour obtenir un effet direct sur les muscles lisses des bronches. Pour cela, il peut être administré sous forme de solution à l'aide d'un nébuliseur, ou d'un aérosol-doseur auquel il est possible de connecter également une aérochambre, mais aussi sous forme de poudre via différents dispositifs d'inhalation. Le salbutamol peut également être administré par voie orale ou intraveineuse,.
Le salbutamol est utilisé depuis 1969 au Royaume-Uni et 1980 aux États-Unis.

## Utilisation clinique
- Crise d'asthme[7],[3]
- Asthme aigu grave, en nébulisation au masque ou par voie parentérale[4]
- Bronchite chronique obstructive avec composante spastique réversible (BPCO : broncho-pneumopathie chronique obstructive)[3]
- Asthme d'effort[8]
- Dans certaines conditions, en cas d'hyperkaliémie[9]

En tant qu'agoniste β2, le salbutamol est aussi utilisé en obstétrique (par voie intraveineuse) pour retarder un travail prématuré en relaxant les muscles lisses utérins (action tocolytique).

## Utilisation en tant que produit dopant
La molécule est aussi utilisée en tant que produit dopant. Le coureur cycliste Alessandro Petacchi a été contrôlé positif avec ce médicament lors du Tour d'Italie 2007. Le 24 juillet 2007, Alessandro Petacchi a été acquitté par la justice italienne mais le Tribunal arbitral du sport l'a condamné à une suspension d'un an, qui finit le 31 août 2008. Le joueur de tennis Filippo Volandri se serait également dopé au tournoi d'Indian Wells 2008.
En ce qui concerne la prévention du dopage, les bêta-mimétiques peuvent faire l'objet d'une « autorisation d'utilisation à des fins thérapeutiques » (AUT) délivrée par les agences nationales de lutte contre le dopage sur demande argumentée (exploration fonctionnelle respiratoire avec ses courbes de mesure, montrant l'existence d'un spasme bronchique spontané ou induit et de sa réversibilité sous bêta-mimétique). L'AUT est obtenue pour les bêta-mimétiques associés aux corticoïdes par voie inhalatoire, l'usage des bêta-mimétiques seuls étant autorisé sur prescription médicale mais sans AUT.

## Mécanisme d'action
Stimulation des récepteurs bêta-2 des parois bronchiques, provoquant une bronchodilatation. L'inhalation permet d'obtenir une action rapide de l'ordre de 5 à 15 minutes après la prise. En tant que tocolytique, il provoque une relaxation du corps de l'utérus et la tonification du col pour interrompre le déclenchement du travail de l'accouchement,.
Une similitude structurale avec le bupropion (une catinone substituée proche des amphétamines) est à noter.
Cependant l'ajout de groupements hydroxyles rend la molécule peu perméable à la barrière hémato-encéphalique et donc elle agit peu sur le cerveau. Mais les effets et risques cardio-vasculaires sont eux semblables à ceux des amphétamines en général (à haute dose)[réf. nécessaire].

## Effets secondaires
Bien que le salbutamol soit bien supporté par l'organisme, surtout quand on le compare avec d'autres thérapies comme la théophylline, comme tout médicament il existe un risque d'événement indésirable médicamenteux, surtout lors de la prise de doses élevées, ou quand il est administré oralement ou en intraveineuse.
Les effets secondaires fréquents incluent : tremblements, palpitations, maux de tête. La tachycardie, l'excitation, l'impression de fatigue et le risque d'accoutumance demeurent rares.

## Contre-indication
- Syndrôme de détresse respiratoire aigüe[19].

## Divers
Le salbutamol fait partie de la liste des médicaments essentiels de l'OMS, Organisation mondiale de la santé (18e liste mise à jour en avril 2013).
En France, le médicament est prescrit sur ordonnance médicale.